# Relaciones Kazajistán-Rusia
Las actuales relaciones diplomáticas entre la República de Kazajistán y la Federación de Rusia se establecieron formalmente el 22 de octubre de 1992, siendo ambas entidades ya miembros de la Organización de las Naciones Unidas desde el año anterior.
Las relaciones diplomáticas entre ambos países pueden retrotraerse por lo menos hasta el siglo X d. C. con el establecimiento de la Rus de Kiev y sus relaciones con el kanato Jázaro.
Historial de relaciones
Las relaciones comerciales entre ambos países suponen un primer orden para ambos, siendo Rusia el principal socio comercial de Kazajistán con un 18,1 % de su comercio exterior, y siendo Kazajistán por su parte el séptimo socio comercial de Rusia, lo que supone un 4,4 % de la economía exterior rusa.

## Características generales de los países
|                                                     | República de Kazajistán | Federación de Rusia |
| --------------------------------------------------- | --- | --- |
| Escudo                                              | | |
| Bandera                                             | Bandera de Kazajistán | Bandera de Rusia |
| Población                                           | 19 009 600 (2021) | 146 171 015 (2021) |
| Superficie                                          | 2 724 900 km² | 17 075 400 km² |
| Densidad de población                               | 6,49/km² | 8/km² |
| N.º de husos horarios                               | 2 | 9 |
| Capital                                             | Astaná | Moscú |
| Ciudad más poblada                                  | Alma Ata (1 703 481 hab., 2 460 420 en zona metropolitana)                                                                      | Moscú (11 503 501 hab., 15 500 100 en zona metropolitana)                                                                |
| Gobierno                                            | República presidencialista con unipartidismo dominante                                                                          | Respública semipresidencialista federal                                                                                  |
| Idioma oficial                                      | Kazajo; Ruso | Ruso |
| Religiones principales                              | 70,4 % islam, 24,7 % cristianismo, 4,2 % ateísmo, 0,3 % religiones locales, 0,2 % budismo y 0,1 % otras religiones (2010)       | 41 % Ortodoxia rusa, 13 % ateísmo, 6,5% islam, 4,1% otros cristianos, 1,5% otros ortodoxos, 3,4% otras religiones (2012) |
| Grupos étnicos                                      | 63,6 % kazajos, 23,3 % rusos, 2,9 % uzbekos, 2,0 % ucranianos, 1,4 % uigures, 1,2 % tártaros, 1,1 % alemanes, 4,5% otros (2010) | 80,9 % rusos, 8,75% túrquicos, 3,96 % otros indoeuropeos, 3,78 % caucasianos, 1,76 % ugrofineses y otros (2010)          |
| Volumen del PIB (PPA), miles de millones de dólares | 508,5 | 4.055 |
| PIB per cápita, $                                   | 27 292 | 30 005 |
| Gasto militar, mil millones de dólares              | 1,9 | 70 |
| Personal de las Fuerzas Armadas                     | 70 000 | 1 037 000 |

## Historia

### Rus de Kiev y Kanato jázaro
El Jaganato jázaro tenía una importante influencia en las tribus eslavas de las actuales regiones rusas desde finales del siglo VIII. A mediados del siglo IX, la Rus de Kiev será fundada según la Crónica de Néstor por el varego, Riúrik fundando un estado eslavo que dominaría la ruta comercial del Dniéper y el Dviná.
Para finales del siglo X, los señores de la Rus de Kiev habían amasado suficiente control y poder como para plantearse una expansión contra los un estado asentado como el Jaganato jázaro y no sólo contra las tribus eslavas orientales menos organizadas como los vepsios o merianos.
Según la Carta de Schechter, Oleg de Chernígov, un caudillo rus, asaltó el dominio de los jázaros llegando hasta el mar Caspio hasta ser derrotado por el general jázaro Pésaj alrededor de 941. Esta primera incursión, aunque acabase con la derrota de Oleg, demostró a los rus que podían batirse en igualdad de condiciones con los jázaros, quienes en aquella época veían ya peligrar su alianza con el poderoso Imperio bizantino.
En la década de 960, Sviatoslav I de Kiev emprendió campañas más allá del Volga contra Bulgaria del Volga y Jazaria, haciendo tributaria a Bulgaria y destruyendo dos de las ciudades jázaras más importantes: Sarkel y la capital Atil. Aunque Sviatioslav decidió mantener el control sobre la región de Sarkel, creando el principado de Bélaya Viezha (en ruso: Fortaleza Blanca), y no sobre Atil, la existencia de Jazaria si bien continuo, se vio entrada en decadencia al perder el control de la ruta comercial del Mar Negro a manos de los rus.

### Principados rusos, el Kanato jázaro y la invasión de la Horda Dorada
En la Crónica de Nóvgorod, se habla de comerciantes, monjes y otros personajes rusos que acuden lo suficientemente al este como para tener contacto con los jázaros sobrevivientes a la caída del estado jázaro del Cáucaso y más tarde referencias a otros pueblos quasi-jázaros, probablemente cumanos. Estas relaciones serán más anecdóticas que diplomáticas formales, ya que la disgregación de la Rus de Kiev en varios estados principescos impedirá que ninguno de ellos alcance la suficiente influencia sobre los demás como para hacer una expansión al este.
A comienzos del siglo XIII, la invasión mongola de la Rus de Kiev, los principados rusos, cada vez más independientes entre sí, se volvieron a unir para intentar frenar el avance mongol, siendo derrotados definitivamente en la batalla del río Kalka y pasando a ser vasallos directamente del Imperio mongol primero y más tarde de la Horda de Oro, uno de los estados sucesores del imperio de Gengis Kan.

### Gran Ducado de Moscú y el Kanato kazajo
Durante el dominio de la Horda de Oro, Kazajistán quedaría bajo el dominio de la subidivisión conocida como Horda Blanca, uno de los dominios que lucharían por conseguir la unificación del poder de la Horda para ellos mismos, mientras que el Gran Ducado de Moscú, conocido así después de que Daniel Aleksándrovich unificase los principados de Moscú, Nóvgorod y Riazán, fue un aliado de Nogai Kan en sus campañas contra Galicia-Volinia, Valaquia y Polonia.
Durante esta época, las relaciones entre ambos territorios se limitaron prácticamente al intercambio comercial en el nodo comercial del mar Caspio.

### Zarato de Moscú y el Kanato kazajo
El Zarato moscovita basó su relación exterior de su frontera oriental en la expansión continua hacia el mar de Ojotsk teniendo como principal objetivo la conquista de Siberia, para lo cual, con los estados túrquicos y mongoles de sus nuevas fronteras sureñas se basó en una política de asentamientos y fuertes que permitiesen mantener una presencia sobre la que negociar con los dominios locales. En el caso kazajo, la presencia rusa se limitó a las riberas de los ríos Oral e Irtish para asegurar una frontera reconocida con el Kanato kazajo.

### Imperio ruso y su expansión

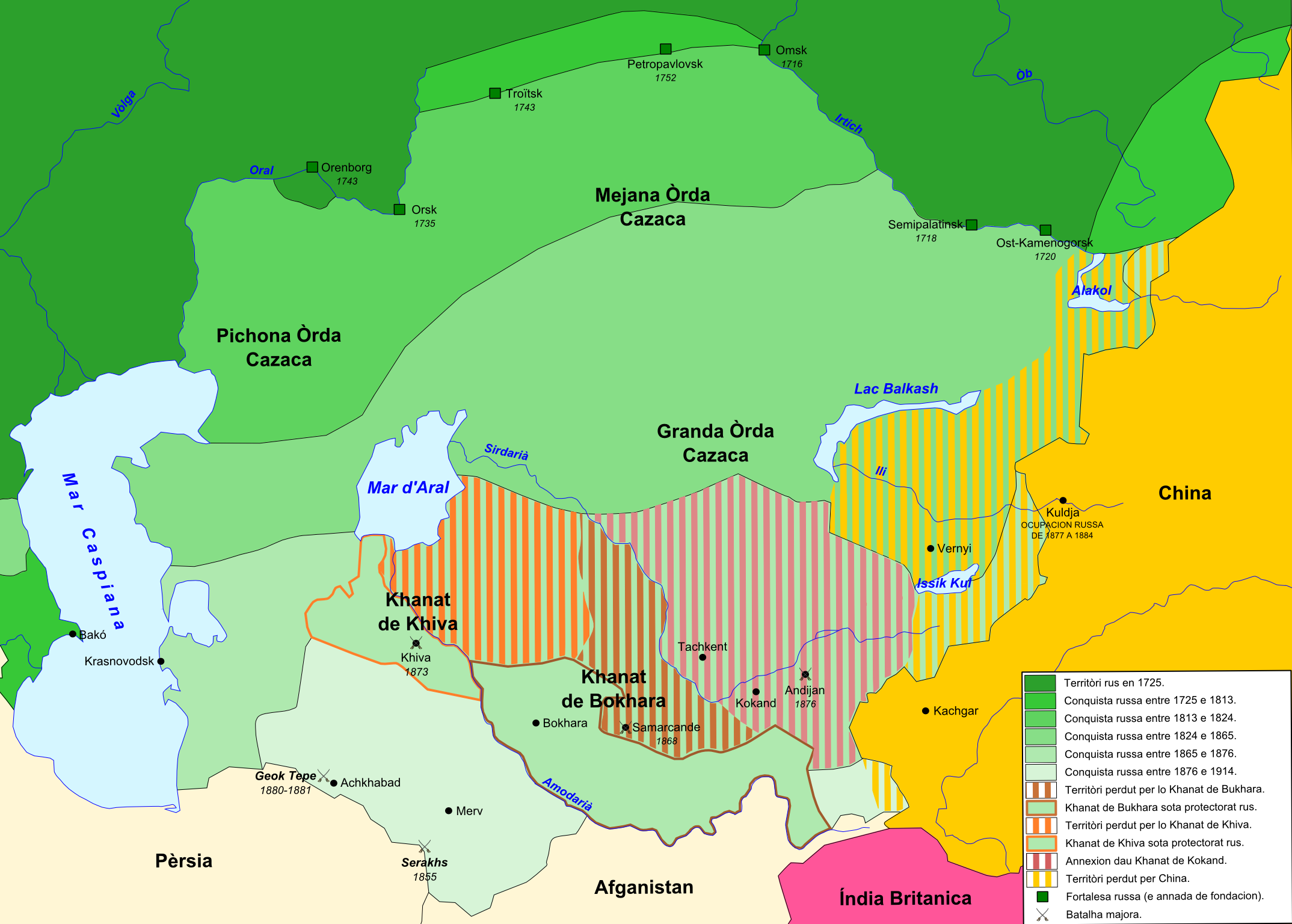
Expansión rusa en Asia central desde 1725 hasta 1914.

En 1721, tras la firma del Tratado de Nystad, Pedro el Grande proclama el Imperio ruso, convirtiendo Rusia en una potencia de primer orden de la época. Las relaciones entre el nuevo Imperio y el kanato kazajo fueron inicialmente de alianza, siendo aliados contra los zúngaros después de que Abul Khair, Khan del Jüz Menor jurase lealtad a la Rusia imperial en 1731 para solicitar más apoyo contra los zúngaros, a quienes por fin consiguió derrotar y expulsar de Kazajistán gracias a la ayuda rusa.
A partir de ese momento, Rusia mantendría en alza la influencia en la zona, teniendo al Jüz Menor, y por consiguiente a Kazajistán, como un protectorado de facto en Asia central, sirviéndole como entrada ante otros dominios de la zona como el Kanato de Kokand o el de Bujará.
Entre las décadas de 1750 y 1780, Ablai Khan derrotó los últimos reductos zúngaros de Dawachi que habían sobrevivido al enfrentamiento con el Gran Qing, tras lo cual buscó centralizar el poder kazajo de los tres Jüz en su persona. Una vez conseguido, intentó mantener Kazajistán alejado de las crecientes influencias tanto rusas como de Qing, que al anexarse el kanato de Zungaria había acercado sus fronteras.
Entre 1780 y 1820, el mandatario de Kazajistán sería el khan unificado, manteniendo relaciones diplomáticas de igual a igual con las autoridades rusas; sin embargo, en 1822 los Jüz se volverían a autonomizar entre ellos descentralizando el poder de Kazjistán y permitiendo la irrupción de mandatos rusos de manera coloquial que empezarían a tener un gran poder local dentro de Kazajistán. Para 1840, la recaudación fiscal dentro de Kazajistán estaba siendo llevada a cabo por administradores civiles rusos en lugar de los representantes locales kazajos. En 1841, todos los kurultái de los tres Jüz de Kazajistán eligieron a Kenesari Khan como Khan de Kazajistán para enfrentarse a Rusia, un enfrentamiento que mantendría hasta su muerte en 1847
A mediados del siglo XIX, Rusia se anexó Kazajistán convirtiéndola en la gobernación del Turquestán Occidental, incluyendo en un inicio el Jüz Menor y el Jüz Medio que más tarde se completaría con el Jüz Mayor y con territorios actualmente pertenecientes a Tayikistán, Kirguistán y Uzbekistán.

### Colapso del Imperio ruso y los Basmachí
En 1916, tras la gran retirada rusa después de la ofensiva de Gorlice-Tarnów de 1915 y el intento de respuesta ruso con la ofensiva Brusílov y la gran cantidad de bajas que supuso para el ejército imperial ruso, los oficiales empezaron a hacer reclutamientos más duros y masivos, lo cual acabó propiciando un descontento y una serie de protestas alrededor de muchas de las gobernaciones imperiales y, en concreto en el área del Turquestán, acabó desembocando en la revuelta de los Basmachí, una revuelta heterogénea con tintes nacionalistas, culturales y religiosos de la zona contra el control ruso de la misma.
En el caso del área de Kazajistán, la revuelta se materializó en la Autonomía de Alash, que se alinearía con el movimiento Blanco en la guerra civil rusa. Tras la derrota en 1920, se formaría la República Socialista Soviética de Kazajistán que se incluiría dentro de la Unión Soviética, perdiendo Kazajistán su breve independencia.

### Principales tendencias actuales en las relaciones políticas
Las relaciones entre Kazajistán y Rusia se distinguen por un alto nivel de cultura política. En la etapa actual, el Tratado de Buena Vecindad y Alianza en el Siglo XXI sirve como base para la asociación estratégica.
Las reuniones y negociaciones regulares entre los jefes de Estado juegan un papel principal en el fortalecimiento de la asociación estratégica entre Kazajistán y Rusia.
En 2018, el entonces presidente de Kazajistán, Nursultán Nazarbáyev, visitó Rusia 3 veces como parte de eventos multilaterales. Vladímir Putin visitó Kazajistán en 2 ocasiones.
Los contactos de alto nivel continuaron en 2019. Los días 3 y 4 de abril de 2019, tuvo lugar la visita oficial del presidente de Kazajistán, Kasim-Yomart Tokáev, a Moscú. El 8 y 9 de mayo de 2019, Nursultán Äbişulı Nazarbáyev participó en el Desfile de la Victoria en la Plaza Roja con el jefe del estado ruso, Vladímir Putin.
Los días 28 y 29 de mayo de 2019, el presidente de la Federación de Rusia, Vladímir Putin, visitó Nursultán, donde participó en la Cumbre del Aniversario de la Unión Económica Euroasiática, se reunió con el primer ministro de Kazajistán, Tokáev y con el presidente Nazarbáyev.
A nivel de jefes de gobierno, continuaron las visitas mutuas de los Primeros Ministros de los dos países. El 1 de febrero de 2019, el Primer Ministro de la Federación de Rusia, Dmitri Medvédev, participó en una reunión del Consejo Intergubernamental de Eurasia (EIGC) en Almaty. Los días 24 y 25 de abril de 2019, el Primer Ministro de la República de Kazajistán Askar Mamin realizó una visita de trabajo a Moscú y se reunió con el primer ministro de la Federación de Rusia, Dmitri Medvédev y los jefes de las corporaciones y bancos estatales más grandes de Rusia.
A fines de diciembre de 2020, durante una reunión en Ufá, representantes de la Asociación Nacional de Centros de Distribución Mayorista (Moscú) y la Red Nacional de Comercio y Distribución LLP (Kazajistán), así como Rostelecom PJSC y Stroy-Invest LLC (Bashkiria) firmaron un acuerdo sobre la creación de un mercado común de alimentos. Según el acuerdo firmado, Kazajistán y Rusia se comprometen a estimular la interacción de las redes comerciales y de distribución de los países.
El volumen de negocios comercial entre Kazajistán y Rusia fue, según el Comité de Estadísticas del Ministerio de Economía Nacional de Kazajistán:
Sin embargo, las transacciones de empresas kazajas con Rusia, que potencialmente podrían violar el régimen de sanciones, fueron transferidas bajo el control de sanciones de los Estados Unidos y la Unión Europea. Se observa que las autoridades kazajas se niegan a comerciar con Rusia eludiendo las sanciones, a pesar de las solicitudes de Moscú para organizar los suministros. Se ha creado un grupo de trabajo del gobierno en Kazajistán para prevenir el impacto negativo de las sanciones contra Rusia en la economía de Kazajistán con el fin de evitar sanciones indirectas.
Las importaciones a la República de Kazajistán desde Rusia son maquinaria pesada, equipo vehículos, instrumentos y aparatos mecánicos como principal fuente. Otras importaciones son metales y derivados, así como productos de origen animal y vegetal y otros productos alimenticios terminados.

## Cooperación económica

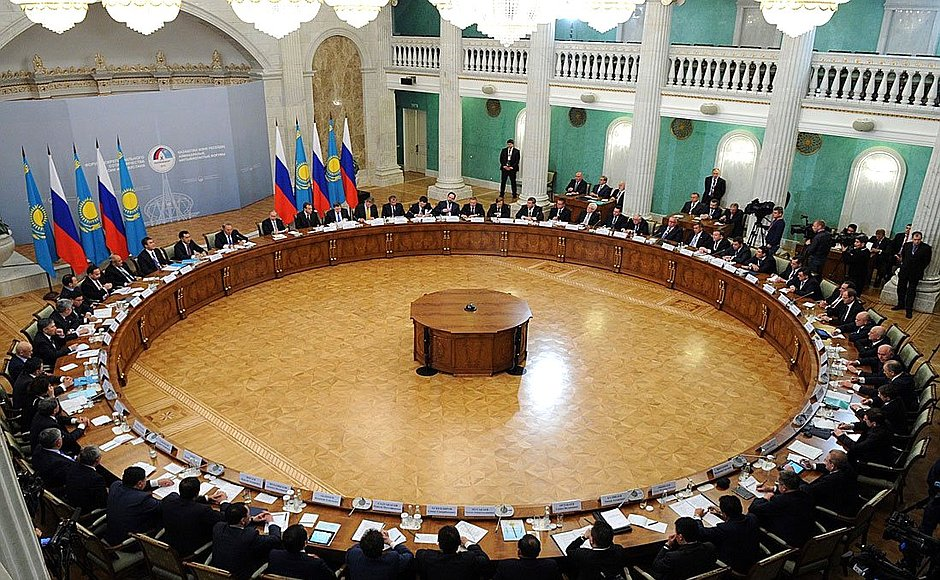
Foro de cooperación interregional entre Rusia y Kazajistán con la participación de jefes de Estado en Ekaterimburgo, 11 de noviembre de 2013

### Comercio
A fines de diciembre de 2020, durante una reunión en Ufá, representantes de la Asociación Nacional de Centros de Distribución Mayorista (Moscú) y la Red Nacional de Comercio y Distribución LLP (Kazajistán), así como Rostelecom PJSC y Stroy-Invest LLC (Bashkiria) firmaron un acuerdo sobre la creación de un mercado común de alimentos. Según el acuerdo firmado, Kazajistán y Rusia se comprometen a estimular la interacción de las redes comerciales y de distribución de los países.
Entre 2015 y 2019, el comercio entre ambos países pasó de un volumen de 15,1 millardos de dólares estadounidenses a 19,18 millardos de dólares estadounidenses.
En 2022, tras la invasión rusa de Ucrania, Kazajistán se negó a sumarse a las sanciones internacionales contra Rusia provocadas por la invasión rusa de Ucrania.
Sin embargo, las transacciones de empresas kazajas con Rusia, que potencialmente podrían violar el régimen de sanciones, fueron transferidas bajo el control de sanciones de los Estados Unidos y la Unión Europea. Se observa que las autoridades kazajas se niegan a comerciar con Rusia eludiendo las sanciones, a pesar de las solicitudes de Moscú para organizar los suministros. Se ha creado un grupo de trabajo del gobierno en Kazajistán para prevenir el impacto negativo de las sanciones contra Rusia en la economía de Kazajistán con el fin de evitar sanciones indirectas.
Para la economía kazaja, el volumen de negocio con Rusia supone el 18,1 % de su intercambio comercial internacional, transformando a la Federación de Rusia en su principal socio comercial.

### Inversiones mutuas
De acuerdo con la Estrategia Nacional de Inversiones aprobada por el Decreto N.º 498 del Gobierno de la República de Kazajistán del 22 de agosto de 2017, la Federación de Rusia está incluida en la lista de países prioritarios para atraer inversiones.

### Cooperación interregional
El 3 de diciembre de 2020, Rusia y Kazajistán acordaron acelerar la implementación del proyecto para la producción de la vacuna rusa Sputnik V contra el coronavirus en Kazajistán. Los acuerdos pertinentes se alcanzaron durante una visita a la república del Jefe Adjunto de la Administración Presidencial, Dmitri Kózak.
El 4 de diciembre de 2020, Rusia y Kazajistán firmaron un memorando de cooperación en el campo de la geología. El documento fue firmado por el ministro de Recursos Naturales y Ecología de la Federación de Rusia, Aleksandr Kozlov, y el ministro de Ecología, Geología y Recursos Naturales de la República de Kazajistán, Magzum Mirzagalíev.
|       | Año  | Fecha(s)              | Lugar                 | Tema del foro                                                                                      |
| ----- | ---- | --------------------- | --------------------- | -------------------------------------------------------------------------------------------------- |
| I     | 2003 | 15 y 16 de abril      | Omsk, Rusia           | |
| II    | 2005 | 15 y 17 de mayo       | Cheliábinsk, Rusia    | |
| III   | 2006 | 3 y 4 de octubre      | Oral, Kazajistán      | |
| IV    | 2007 | 4 de octubre          | Novosibirsk, Rusia    | |
| V     | 2008 | 22 de septiembre      | Aktobé, Kazajistán    | «Desarrollo de la cooperación interregional transfronteriza en el ámbito de las altas tecnologías» |
| VI    | 2009 | 11 de septiembre      | Oremburgo, Rusia      | «Cooperación en el ámbito de la energía»                                                           |
| VII   | 2010 | 6 y 7 de septiembre   | Öskemen, Kazajistán   | «Cooperación en el ámbito del desarrollo sostenible y las altas tecnologías»                       |
| VIII  | 2011 | 15 сентября           | Astracán, Rusia       | «Respuesta conjunta a emergencias de carácter transfronterizo»                                     |
| IX    | 2012 | 18 y 19 septiembre    | Pavlodar, Kazajistán  | «Cooperación innovadora»                                                                           |
| Х     | 2013 | 10 y 11 de noviembre  | Ekaterimburgo, Rusia  | «Cooperación industrial»                                                                           |
| XI    | 2014 | 29—30 сентября        | Atirau, Kazajistán    | «Innovaciones en el sector de hidrocarburos»                                                       |
| XII   | 2015 | 16 de septiembre      | Sochi, Rusia          | «Cooperación en el ámbito del complejo agroindustrial y garantía de la seguridad alimentaria»      |
| XIII  | 2016 | 3 y 4 de octubre      | Astaná, Kazajistán    | «Desarrollo del potencial de transporte y logística del espacio euroasiático»                      |
| XIV   | 2017 | 8 y 9 de noviembre    | Cheliábinsk, Rusia    | «Desarrollo del capital humano»                                                                    |
| XV    | 2018 | 8 y 9 de noviembre    | Petropavl, Kazajistán | «Nuevos enfoques y tendencias en el desarrollo del turismo en Rusia y Kazajistán»                  |
| XVI   | 2019 | 7 de noviembre        | Omsk, Rusia           | «Cuestiones reales de la cooperación transfronteriza»                                              |
| XVII  | 2021 | 28 y 30 de septiembre | Kokshetau, Kazajistán | «Cooperación en el campo de la ecología y el crecimiento verde»                                    |
| XVIII | 2022 | 28 de noviembre       | Oremburgo, Rusia      | «Eliminación de las restricciones de infraestructura al comercio internacional                     |
| XIX   | 2023 | 9 de noviembre        | Kostanái, Kazajistán  | «La agricultura es la base de una economía fuerte»                                                 |
| XX    | 2024 | Por anunciarse        | Ufá, Rusia            | |

## Cooperación cultural y humanitaria
La cooperación cultural y humanitaria bilateral entre Kazajistán y Rusia se desarrolla en todas las direcciones y tiene una tendencia positiva.
En el campo de la cultura, el Programa de cooperación en el campo de la cultura entre el Ministerio de Cultura de la Federación de Rusia y el Ministerio de Cultura y Deportes de la República de Kazajistán para 2017-2019, que incluye toda la gama de temas de cultura y la cooperación humanitaria, sirvió como un impulso adicional.
El 9 de febrero de 2019, con la asistencia de la Embajada de la República de Kazajistán en la Federación de Rusia, Vladímir Urin, director general del Teatro Académico Estatal Bolshói de Rusia, durante su visita a Astaná, firmó un acuerdo de cooperación trilateral con el director del Teatro de Ópera de Astaná Galim Ajmedyárov y el director del Teatro de Ballet de Astaná Aleksandr Sovostyánov. La dirección del teatro ha esbozado una serie de proyectos, incluida la actuación y formación de los solistas de la Ópera de Astaná y el Ballet de Astaná en el Teatro Bolshói. Los planes de cooperación a largo plazo incluyeron visitas de intercambio a la Ópera de Astaná y al Teatro Bolshói.
El 5 de marzo, el Museo Estatal Central de Historia Contemporánea de Rusia, con la asistencia de la Embajada de la República de Kazajistán en la Federación de Rusia, acogió la inauguración de la exposición Oro de la Gran estepa, y la Galería de Arte de Zurab Tsereteli acogió la inauguración de la exposición Sixties. Romanticismo túrquico del Museo Estatal de Artes de la República de Kazajistán.
15 de marzo: en la sala de exposiciones Manège del Kremlin de Moscú se inauguró una exposición de Kazajistán llamada La Gran estepa: historia y cultura. La exposición está organizada por el Museo Nacional de la República de Kazajistán junto con los ministerios de cultura de las dos repúblicas en el marco del proyecto internacional La procesión del Hombre de Oro por los museos del mundo. El arranque de este proyecto internacional se dio el año pasado, y durante este tiempo la exposición ya ha visitado 6 estados: Bielorrusia, China, Azerbaiyán, Polonia, Corea del Sur y Rusia.
3 de mayo - en el teatro Helikón-Ópera, en el marco del programa del Primer Presidente, con el apoyo del Ministerio de Cultura y Deportes de la República de Kazajistán, así como de la Embajada de Kazajistán en Rusia, concierto de los kazajos Se llevó a cabo la Orquesta Académica Estatal de Instrumentos Populares que lleva el nombre de Kurmangazý, que llevó a Rusia Melodías de la Gran estepa, un programa de dos horas dedicado al 85 aniversario del equipo.
6 de mayo: en vísperas del Día de la Gran Victoria, con la asistencia de la Embajada de la República de Kazajistán en la Federación de Rusia, un monumento a la niña francotiradora Heroína de la Unión Soviética, la kazaja Aliyá Moldagúlova se inauguró en San Petersburgo.
Del 3 al 7 de julio de 2019, en la capital de Kazajistán, tuvo lugar la gira del Teatro Sovreménnik de Moscú. El eminente teatro trajo las representaciones El jardín de los cerezos de Antón Chéjov y El mal de la razón de Aleksandr Griboyédov como regalo a la principal ciudad del país.
El 9 de julio de 2019, tuvo lugar la gran ceremonia de inauguración de la calle de Mustái Karim en el distrito de Auézov de Alma Ata. El evento contó con la presencia del Embajador Extraordinario y Plenipotenciario de la República de Kazajistán ante la Federación de Rusia, Imangalí Tasmagambétov, así como de poetas y escritores de Kazajistán y Rusia, representantes de asociaciones etnoculturales y organizaciones juveniles.
El jefe del Akimat, un tipo de gobierno regional kazajo y kirguizo, de la región de Kyzylorda firmó Memorandos de Cooperación con la Universidad Estatal de Moscú, la Universidad Estatal Rusa de Petróleo y Gas y la Universidad Estatal Agraria - Academia Agrícola de Moscú.
Destacados políticos kazajos también dan conferencias en universidades rusas. En particular, el presidente del Senado Kasim-Yomart Tokáev, quien llegó a Moscú en visita de trabajo el 2 de noviembre de 2018, visitó la Academia Diplomática del Ministerio de Relaciones Exteriores de Rusia. En su discurso ante los profesores y alumnos de la Academia, el portavoz del Senado analizó el papel geopolítico de Eurasia y el lugar de Kazajistán en el escenario internacional.
En el campo de la salud y el desarrollo social, se trabaja teniendo en cuenta el Plan de Acción Conjunto de Kazajistán y Rusia para 2016-2018, así como los acuerdos internacionales en las siguientes áreas: tratamiento de pacientes kazajos en centros y clínicas líderes en Rusia; formación avanzada de personal médico de la República de Kazajistán en clínicas y centros de Rusia y celebración de clases magistrales con la participación de especialistas rusos; atención médica para ciudadanos rusos en organizaciones médicas de la República de Kazajistán; farmacia; desarrollo Social.
El trabajo con la diáspora y los compatriotas en la Federación de Rusia en 2019 se ha intensificado significativamente, se ha ampliado su geografía y variedad de formas. Se estaba ampliando la interacción entre el AMK, la Asociación Mundial de Kazajos, la Fundación Otandastar y las organizaciones públicas nacionales de la Federación de Rusia. La cooperación con los compatriotas recibió un nuevo impulso después del pequeño Kurultái de los kazajos de Rusia, que tuvo lugar el 8 de diciembre de 2018 en Omsk. El evento fue iniciado por la Fundación Otandastar y la Asociación Mundial de Kazajos. A la reunión asistieron representantes de los kazajos de Rusia de 25 regiones y varias regiones de Kazajistán. La dirección de la Asociación Mundial de Kazajos y la Fundación Otandastar y los jefes de las organizaciones culturales nacionales de los kazajos en Rusia decidieron elaborar un plan de acción conjunto para apoyar la lengua y la cultura kazajas, para organizar actividades recreativas para los niños de la diáspora kazaja en Rusia y aumentar la cuota de estudiantes rusos en las universidades de Kazajistán.
El 27 de julio de 2022, las autoridades rusas entregaron a varios países de la CEI, incluido Kazajistán, conjuntos de sistemas de prueba, con la ayuda de los cuales será posible determinar la viruela del mono en humanos en laboratorios. Se indica que todo se produjo en el centro científico estatal ruso "Véktor". Gracias a esto, ahora es posible detectar la presencia de viruela del mono en toda Rusia. Además, se informa que los especialistas de Rospotrebnadzor organizarán seminarios especiales para colegas de países socios, durante los cuales hablarán sobre métodos para el diagnóstico de laboratorio de la viruela del simio.

## Embajadas y consulados
Hay una oficina de representación de Rusia en Kazajistán :
- Astaná (Embajada)
- Alma Ata (Consulado General)
- Oral (Consulado)
- Öskemen (Consulado)

En Rusia hay una oficina de representación de Kazajistán :
- Moscú (Embajada)
- San Petersburgo (Consulado General)
- Kazán (Consulado General)
- Omsk (Consulado)
- Astracán (Consulado)

### Embajadores de Kazajistán en Rusia
1. Taír Mansúrov (enero de 1994-febrero de 2002)
2. Altinbek Sarsenbáyuli (febrero de 2002-noviembre de 2003)
3. Krimbek Kusherbáiev (noviembre de 2003-24 de enero de 2006)
4. Janseyit Tuimebáiev (1 de febrero de 2006-19 de enero de 2007)
5. Nurtái Abikáiev (12 de febrero de 2007-14 de octubre de 2008)
6. Adilbek Zhaksibékov (11 de noviembre de 2008-24 de junio de 2009)
7. Zautbek Turisbékov (14 de agosto de 2009-25 de abril de 2012)
8. Galim Orazbákov (25 de abril de 2012-22 de enero de 2014)
9. Marat Tajin (11 de febrero de 2014-12 de enero de 2017)
10. Imangalí Tasmagambétov (3 de febrero de 2017-18 de diciembre de 2019)
11. Yermek Kocherbáiev (29 de enero de 2020-en el cargo)

### Embajadores de Rusia en Kazajistán
1. Borís Krásnikov (1992-13 de septiembre de 1994)
2. Viacheslav Dolgov (13 de septiembre de 1994-17 de abril de 1997)
3. Valeri Nikoláienko (17 de abril de 1997-31 de diciembre de 1999)
4. Yuri Merzliakov (31 de diciembre de 1999-2 de julio de 2003)
5. Vladímir Bábichev (2 de julio de 2003-9 de noviembre de 2006)
6. Mijaíl Bochárnikov (14 de noviembre de 2006-7 de febrero de 2018)
7. Alekséi Borodavkin (7 de febrero de 2018-en el cargo)

## Enlaces
- Embajada de la República de Kazajistán en la Federación de Rusia
- Embajada de la Federación de Rusia en la República de Kazajistán
- Consulado General de la Federación de Rusia en Alma-Ata Archivado el 13 de octubre de 2020 en Wayback Machine.

- Datos: Q4208131
- Multimedia: Relations of Kazakhstan and Russia / Q4208131